# Città del Niger
Lista delle città del Niger.

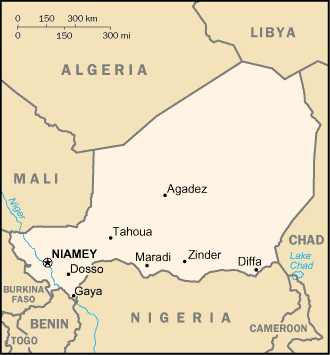
Mappa del Niger

Tutte le città del Niger sono anche considerate come comuni, che rappresentano il terzo livello di suddivisione amministrativa del Paese africano.

## Città
Lista parziale di città aventi una popolazione superiore ai 10 000 abitanti, secondo il censimento del 2014.
| Città          | Regione                  | Coordinate              |
| Abalak         | Tahoua                   | 15.452222°N 6.278333°E  |
| Agadez         | Agadez                   | 16.973889°N 7.990833°E  |
| Aguie          | Maradi                   | 13.508056°N 7.777222°E  |
| Arlit          | Agadez                   | 18.7325°N 7.368056°E    |
| Birni N'Gaouré | Dosso                    | 13.087778°N 2.916944°E  |
| Birni Nkonni   | Tahoua                   | 13.8°N 5.25°E           |
| Dakoro         | Maradi                   | 13.816667°N 6.416667°E  |
| Diffa          | Diffa                    | 13.315556°N 12.608889°E |
| Dogondoutchi   | Dosso                    | 13.646111°N 4.028889°E  |
| Dosso          | Dosso                    | 13.044444°N 3.194722°E  |
| Filingue       | Tillabéri                | 14.35°N 3.316667°E      |
| Gaya           | Dosso                    | 11.887778°N 3.446667°E  |
| Goure          | Zinder                   | 13.986944°N 10.27°E     |
| Guidan Roumdji | Maradi                   | 13.85°N 6.966667°E      |
| Illéla         | Tahoua                   | 14.461667°N 5.2475°E    |
| Kollo          | Tillabéri                | 13.308611°N 2.330833°E  |
| Madaoua        | Tahoua                   | 14.1°N 6.433333°E       |
| Magaria        | Zinder                   | 14.566667°N 8.733333°E  |
| Maine-Soroa    | Diffa                    | 13.217778°N 12.026667°E |
| Maradi         | Maradi                   | 13.491667°N 7.096389°E  |
| Matameye       | Zinder                   | 13.423889°N 8.477778°E  |
| Mirriah        | Zinder                   | 13.714167°N 9.150556°E  |
| N'guigmi       | Diffa                    | 14.252778°N 13.110833°E |
| Niamey         | Distretto della Capitale | 13.516667°N 2.116667°E  |
| Say            | Tillabéri                | 13.108056°N 2.359722°E  |
| Tahoua         | Tahoua                   | 14.890278°N 5.267778°E  |
| Tanout         | Zinder                   | 14.970278°N 8.891667°E  |
| Tchirozerine   | Agadez                   | 17.260278°N 7.750833°E  |
| Téra           | Tillabéri                | 14.010556°N 0.753056°E  |
| Tessaoua       | Maradi                   | 13.753333°N 7.986389°E  |
| Tillabéri      | Tillabéri                | 14.206146°N 1.453457°E  |
| Zinder         | Zinder                   | 13.8°N 8.983333°E       |